# Hüseyin Baybaşin
Hüseyin Baybaşin (Lice, 25 december 1956) is een Turkse Koerd die een levenslange gevangenisstraf uitzit in Nederland.
Volgens justitie is Baybaşin een crimineel die aan het hoofd stond van een criminele organisatie die zich vooral bezighield met drugssmokkel, maar ook niet opzag tegen afpersing en moord. Baybaşin zelf stelt dat hij een respectabel zakenman is.

## Levensloop
Baybaşin werd in zijn jeugd opgeleid in dienst van de Turkse staat en was later werkzaam als politiek-economisch functionaris. Baybaşin stelt dat hij in deze functie kennis heeft genomen van illegale activiteiten van hoge Turkse overheidsfunctionarissen zoals de handel in drugs.
Volgens de Turkse overheid stapte Baybaşin eind jaren zeventig van sigarettensmokkel over op het smokkelen van drugs. Baybaşin werd in 1984 in Londen gearresteerd en veroordeeld tot 12 jaar cel wegens drugssmokkel, na drie jaar werd hij uitgeleverd aan Turkije waar hij direct werd vrijgelaten. Eenmaal vrij man in Turkije weigerde Baybaşin naar eigen zeggen om verdere geheime activiteiten voor de Turkse staat te verrichten. Baybaşin werd zich bewust van zijn Koerdische achtergrond en ging zich inzetten voor de Koerdische zaak. Dit is in Turkije een verboden activiteit en Baybaşin werd het slachtoffer van strafvervolgingen en marteling. Begin jaren negentig ontvluchtte Baybaşin Turkije en tot aan zijn arrestatie in 1998 zette Baybaşin zich in binnen de Koerdische beweging, de PKK: hij ondersteunde de PKK financieel en hij was een van de oprichters van het in Brussel gevestigde Koerdische parlement in ballingschap.

### Politiek asiel en arrestatie
In 1995 kwam Baybaşin in Nederland terecht, waar hij politiek asiel aanvroeg. Volgens hem zou de Turkse overheid hem willen ombrengen vanwege zijn betrokkenheid bij de Koerdische afscheidingsbeweging. Ook zou hij te veel weten over betrokkenheid van de Turkse autoriteiten bij de smokkel van verdovende middelen, moord, geweldpleging, ontvoering en afpersing. Hetzelfde jaar (1995) verzocht Turkije Nederland om uitlevering van Baybaşin. De rechter verbood de uitlevering op 28 oktober 1997, omdat Baybaşin gemarteld was en er gevaar was dat hij weer gemarteld zou worden vanwege zijn betrokkenheid bij de Koerdische zaak.
Op 27 maart 1998 werd hij in Nederland gearresteerd op verdenking van onder andere het leidinggeven aan een criminele organisatie en drugshandel. Baybaşin zat jaren in voorarrest omdat het Openbaar Ministerie de zaak moeilijk rond kreeg. Zo betwistte Baybaşin onder andere het bewijsmateriaal. Op 30 juli 2002 werd Baybaşin na een langdurig en spraakmakend proces veroordeeld tot levenslange gevangenisstraf voor moord, gijzeling en drugshandel. Baybaşin vocht zijn veroordeling aan, omdat deze grotendeels was gebaseerd op taps van telefoongesprekken. Hij beweerde dat de taps en de transcripties waren gemanipuleerd. De advocaten van Baybaşin verzochten om de originele bandopnamen van de afgeluisterde telefoongesprekken, zodat ze konden nagaan of de tapverslagen gemanipuleerd waren. Dit verzoek werd afgewezen. De uitspraak van de rechtbank werd in hoger beroep door het hof in Den Bosch op 7 oktober 2004 bevestigd, waarmee de levenslange gevangenisstraf van Baybaşin bleef staan. Zijn beroep in cassatie werd door de Hoge Raad verworpen.

### Aangifte tegen ambtenaren
Ook na zijn veroordeling in hoger beroep ontkende Baybaşin schuldig te zijn aan de feiten waarvoor hij veroordeeld was. Hij zei het slachtoffer te zijn van een complot tussen de secretaris-generaal van het ministerie van Justitie Joris Demmink en de Turkse overheid. Demmink zou het strafproces tegen Baybaşin onder druk van Turkije beïnvloed hebben, omdat de Turken Demmink chanteerden met seksuele escapades met jonge jongens. In april 2007 deed Baybaşin aangifte tegen Demmink wegens het beïnvloeden van zijn strafzaak en seks met minderjarigen. Ook deed hij aangifte tegen een officier van justitie die eveneens de strafzaak had beïnvloed. Na een intern (niet openbaar) onderzoek besloot het Openbaar Ministerie om Demmink niet te vervolgen. Het onderzoek zou uitgewezen hebben dat er geen sprake was van enig strafbaar feit. De aangifte was volgens het OM grotendeels gebaseerd op een 'mysterieus' aanvullend rapport dat volgens de advocaten van Baybaşin afkomstig was van de Turkse overheid. Volgens het OM konden de advocaten van Baybaşin geen duidelijkheid verschaffen over de authenticiteit van het document en was het onduidelijk wie de opstellers van het rapport waren. Deze beweringen werden door de advocaten van Baybaşin bestreden.

### Verzoek tot strafvervolging
De advocate van Baybaşin beweerde dat het OM ernstig tekort was geschoten en dat het onderzoek – voor zover daar al sprake van was – niet deugde. Zij startte in mei 2008 een artikel 12-procedure tegen de Staat bij het gerechtshof in Den Haag. In een artikel 12-procedure wordt geëist dat het Openbaar ministerie iemand vervolgt. Baybaşins advocate vroeg het hof het OM te dwingen tot strafrechtelijke vervolging van Demmink en de Bredase officier van justitie Hillenaar. Beiden zouden schuldig zijn aan de onterechte veroordeling van Baybaşin, aldus de advocate. Op 17 oktober 2008 verklaarde het Haagse hof Baybaşin niet-ontvankelijk in de klacht tegen Demmink omdat Baybaşin zelf geen slachtoffer was van seksueel misbruik door Demmink en dus geen belanghebbende was. Andere door Baybaşin aangevoerde feiten tegen zowel Demmink als Hillenaar werden door het hof van tafel geveegd als zijnde ongegrond, onvoldoende concreet en/of onvoldoende onderbouwd.

### Ontnemingszaak
Op 27 maart 1998 werd bij zijn tweede arrestatie in een met Engeland en Turkije gecoördineerde actie al zijn eigen vermogen en dat van zijn familie, waar hij als pater familias over zou kunnen beschikken, geconfisqueerd. Op 30 juni 2017 wees het gerechtshof Den Bosch een te ontnemen bedrag van € 1.587.470 toe. Daartegen is cassatie ingesteld.
Advocaat-generaal Keulen adviseerde de Hoge Raad eind augustus 2018 dat de uitspraak in 2017 van het gerechtshof in Den Bosch in stand kon blijven.

### Herzieningsverzoek
Namens Baybaşin werd op 18 april 2011 een herzieningsverzoek ingediend bij de Hoge Raad. Op 31 augustus 2011 deed Baybaşin (opnieuw) aangifte tegen Demmink en tegen Hillenaar op grond van nieuwe feiten. In september 2012 concludeerde de advocaat-generaal dat een nieuw onderzoek, met het opnieuw horen van getuigen, noodzakelijk was. In oktober 2012 trad een wet in werking die dit mogelijk maakte. In 2013 startten nieuwe getuigenverhoren en nieuw deskundigenonderzoek.
In 2017 adviseerde advocaat-generaal Aben van de Hoge Raad om het herzieningsverzoek niet in te willigen. De Hoge Raad heeft in april 2018 het herzieningsverzoek van Hüseyin Baybaşin afgewezen.

## Publicaties over de zaak
In het boek Onder de tap (2006) van de Nederlandse schrijver en onderzoeksjournalist Wim van de Pol werd onthuld dat dat de rechters waren voorgelogen en er onrechtmatig bewijs was.
In april 2014 verscheen een boek geschreven door wetenschapsfilosoof Ton Derksen over deze zaak: Verknipt bewijs: De zaak Baybaşin, waarin tot de conclusie was gekomen dat de rechters waren voorgelogen. Afgeluisterde telefoongesprekken waren niet alleen onjuist vertaald, maar ook gemanipuleerd. Volgens Derksen was er geknipt en geplakt in de audiobestanden. Van zijn hand verschenen twee meer boeken over deze zaak, te weten De Baybaşin Taps (2016) en Rammelende argumenten voor de Hoge Raad (2017).